# CS Medgidia
CS Medgidia este un club  polisportiv din Medgidia, România. Secția de fotbal profesionist joacă în prezent în Liga a III-a, în afară de fotbal, clubul concurează și în volei, lupte, box, lupte de brațe, înot, șah și rugby.

## Echipa de fotbal
CS Medgidia a fost fondată în 1952 sub numele de Cimentul Medgidia, nume care a fost în strânsă legătură cu patronul clubului, Fabrica de Ciment Medgidia. De-a lungul timpului clubul a fost denumit și „Voința I.C.S.” și „Cimentul Voința” fiind o echipă cu apariții constante în gradele II și III. Rivalul local al Cimentului a fost I.M.U.M. Medgidia, club numit de-a lungul timpului și I.M.U.M. C.S.Școlar și Progresul C.S.Ș.
Sezonul 1999–2000 al Diviziei C a fost ultimul pentru club sub numele de Cimentul, în vara anului 2000 clubul a fost redenumit „CSM Medgidia”. În 2002 clubul a promovat înapoi în Liga II, dar după două sezoane a ales să-și vândă locul lui Liberty Salonta și a continuat să joace în Liga III până în 2010, când clubul s-a retras din campionat, fiind apoi dizolvat.
În vara lui 2017, echipa a fost reînființată ca CS Medgidia și a fost înscrisă în Liga IV, promovând înapoi în Liga III după doar un sezon.

## Palmares
Liga a III-a
- Câștigători (3): 1974–75, 1978–79, 2001–02
- Al doilea loc (1): 1986–87

Liga IV – Județul Constanța
- Câștigători (4): 1991–92, 2006–07, 2017–18, 2023–24
- Al doilea loc (1): 2021–22

## Foști jucători
- Cosmin Mocanu "Mosu"
- Geomadin Erwin
- Sorin Țeican
- Laurențiu Florea "Lale"
- Nicolae Petre
- Lucian Bunea
- Dumitru Funda
- Claudiu Mitu
- Cristian Priescu
- Enache Câju
- Adrian Vlas
- Radu Mirică
- Radu Ferenți
- Daniel Mihai Mirica "Miru"
- Alexandru Cicâldău

## Foștii antrenori
- Dan Rădulescu
- Ionut Dragos Munteanu.